# Scutisorex thori
Scutisorex thori — це вид землерийки, що походить із Демократичної Республіки Конго. Він і його сестринський вид, Scutisorex somereni, є єдиними видами ссавців, які, як відомо, мають зчеплені хребці.

## Опис
S. thori має менший череп і менше нижніх хребців — вісім замість десяти чи одинадцяти — ніж її сестринський вид. Хребці мають менше кісткових відростків, а ребра тварини більш плоскі та міцніші. Його довжина менше 0,30 м і важить приблизно 48 г. S. thori , як правило, менш гнучкі, ніж більшість ссавців, але здатні повертатися в обмеженому просторі, сагітально згинаючи хребти.